# Gangrene
Gangrene é um dueto norte-americano de hip hop da Califórnia formada pelos rapperse produtores musicais The Alchemist e Oh No. The Alchemist e Oh No, MCs e produtores em seu próprio direito, não se conheciam até que eles se conheceram em um show encabeçado pelo Dilated Peoples, sendo Evidence membro e amigo em comum dos dois. The Alchemist contactou Oh No e propôs um projeto de colaboração. A partir desse ponto, eles "apenas clicram," dizendo Oh No. "Enviei-lhe um verso e uma batida, e ele enviou uma batida e um verso." A disputa continuou criativa, e eles começaram a se referir à obra como "Gangrene" (gangrena).
Em 2013, Gangrene, Tangerine Dream e Woody Jackson tiveram uma avaliação da pontuação original para Grand Theft Auto V por Rockstar Games.

## Discografia
- 2010: Sawblade
- 2010 Gutter Water
- 2011 Greneberg (com Roc Marciano)
- 2012 Vodka & Ayahuasca
- 2012 Odditorium
- TBA (terceiro álbum) (TBA)

## Singles e videoclipes
- 2010: "The Sickness" - (de Sawblade)
- 2010: "Not High Enough" (7 de setembro) - (de Gutter Water)
- 2010: "Chain Swinging" (12 de outubro) - (de Gutter Water)
- 2010: "Take Drugs" - (de Gutter Water)
- 2010: "All Bad" - (de Gutter Water)
- 2011: "Dump Truck" (Part. Prodigy) (21 de novembro) - (de Vodka & Ayahuasca)
- 2012: "Vodka & Ayahuaska (10 de janeiro) - (de Vodka & Ayahuasca)